# Việt Phương
Việt Phương hay Trần Việt Phương (1928 – 2017) là một nhà thơ hiện đại nổi tiếng của Việt Nam, được truy tặng Giải thưởng Nhà nước về Văn học, nghệ thuật vào năm 2022. Tập thơ "Cửa mở" của ông, xuất bản vào năm 1970, được đánh giá là một hiện tượng thơ, một sự kiện văn học, một sự kiện xã hội vào thời điểm đó. Sau 2 tuần phát hành, tập thơ đã được bán hơn 5.300 bản. Ông là một viên chức thuộc Văn phòng Chính phủ và được coi là thư ký thâm niên nhất của thủ tướng chính phủ. Ông trải qua 53 năm làm Thư ký riêng cho Thủ tướng Phạm Văn Đồng, cùng một số năm đồng thời còn làm Thư ký cho Tổng Bí thư Lê Duẩn.

## Cuộc đời
Nhà thơ Việt Phương tên thật là Trần Quang Huy, sinh ngày 6 tháng 12 năm 1928, quê ở quận Hai Bà Trưng, Hà Nội.
Trần Quang Huy tham gia Thanh niên cứu quốc thành Hoàng Diệu vào năm 1944 và đã 2 lần bị thực dân Pháp và phát xít Nhật bắt giam vì hoạt động cách mạng. Ông từng đậu tú tài thời Pháp thuộc. . 
Từ tháng 9 năm 1945 đến năm 1947, ông Huy là bộ đội Nam tiến tham gia kháng chiến chống Pháp và từng bị thương trong chiến đấu. Kể từ năm 1947 đến năm 2000 là thư ký riêng của Thủ tướng Phạm Văn Đồng. Trong suốt 53 năm với vai trò thư ký của ông Phạm Văn Đồng, từ năm ông 19 tuổi, ông đã theo Phạm Văn Đồng từ vị trí Phó thủ tướng đến Thủ tướng và rồi sau này là cố vấn Ban chấp hành Trung ương Đảng. Mặc dù ông được coi là Thư ký Thủ tướng Chính phủ có thâm niên nhất ở Việt Nam hiện nay.
Trong quá trình giúp việc cho Thủ tướng Đồng, Việt Phương cũng tham gia vào nhóm các cán bộ giúp việc cho Tổng bí thư Lê Duẩn. Ông đồng thời là thành viên chủ lực của Viện Nghiên cứu Quản lý Kinh tế Trung ương.
Ông đã có nhiều nghiên cứu, bài viết, bài nói trong khuôn khổ Viện Nghiên cứu quản lý kinh tế trung ương. Sách " Các học thuyết trong nền kinh tế thị trường" là một trong số đó.
Năm 1993, Việt Phương về nghỉ hưu theo chính sách khi ông 65 tuổi, tuy nhiên ông vẫn được Thủ tướng Võ Văn Kiệt ký quyết định làm Ủy viên thường trực của Tổ chuyên gia tư vấn của Thủ tướng. Sau khi Tổ chuyên gia tư vấn này được mở rộng ra thành Ban Nghiên cứu đổi mới của Thủ tướng Chính phủ Phan Văn Khải, Việt Phương vẫn tiếp tục làm Ủy viên thường trực của Ban này cho đến khi Ban giải thể.
Trong nhiều năm, ông là nhà nghiên cứu lý luận chính trị, cộng tác viên của Hội đồng lý luận trung ương. Nhiều bài viết, phát biểu của ông tại các hoạt động trong khuôn khổ Hội đồng lý luận trung ương đã được NXB CTQG Sự thật in trong sách "Suy nghĩ về ngày mai".
Ông qua đời lúc 8 giờ 50 ngày 6 tháng 5 năm 2017 tại Bệnh viện Hữu Nghị, Hà Nội, thọ 89 tuổi.

## Sáng tác
Việt Phương thuộc thế hệ nhà thơ hiện đại của Việt Nam. Mặc dù Việt Phương làm thơ và nổi tiếng từ khá lâu, nhưng mãi đến khi ngoài 80 tuổi ông mới làm đơn xin gia nhập Hội Nhà văn Việt Nam. ông chọn cho mình dòng thơ suy tưởng để nói về những đề tài lớn như Tổ quốc, Nhân dân, Con người, Chiến tranh, Vũ trụ, Tình yêu... 
Tập thơ "Cửa mở" của ông khi được xuất bản vào năm 1970 đã gây sự chú ý của dư luận do tập thơ có các bài thơ với lối tư duy nhân văn khá mới so với cách nhìn nhận của thời đại lúc bấy giờ. "Cửa mở" được đánh giá là mở thêm một cánh cửa cho thơ Việt trong thập niên lúc ấy. Các bài thơ trong tập thơ này được nhiều công nhân, nông dân, chiến sĩ, viên chức thời ấy thuộc và biết đến nhiều. Vì lối viết mới, tập thơ bị đánh giá nhiều về tư tưởng. Đã có một cuộc hội thảo với phạm vi hẹp để bàn về "Cửa mở" và tác giả của nó được tổ chức tại Nhà xuất bản Văn học vào ngày 12 tháng 11 năm 1970 do ông Như Phong, Giám đốc Nhà xuất bản Văn Học, chủ trì. Một cuộc họp khác với sự tham dự của các cán bộ cấp cao trong đó có cả Tổng bí thư Lê Duẩn cũng được tổ chức để đánh giá về tập thơ Cửa mở của Việt Phương Nhiều thành phần, nhiều người phê bình chống đối tập thơ rất nhiều ở các khía cạnh. Nhưng sau khi Đại tướng Võ Nguyên Giáp, Tổng Bí thư Lê Duẩn xem qua và không phản đối thì tập thơ đã được "cho qua". Thậm chí nhà thơ Việt Phương còn được chọn trong cuộc bình xét đảng viên xuất sắc nhất của năm để khen thưởng.
Ông được truy tặng Giải thưởng Nhà nước về Văn học, nghệ thuật vào năm 2022 với tác phẩm Cửa mở (tập thơ).

## Nhận định
| “                        | Ông là người cộng sự thân cận của Tổng bí thư Lê Duẩn trong một thời gian dài và trong công việc ấy, ông thường xuyên nêu lên những vấn đề, những nhận xét rất sắc sảo về tình hình, những yêu cầu về sự đổi mới và có những ý kiến rất thiết thực về việc cải cách ở Việt Nam. | ” |
| — tiến sĩ Lê Đăng Doanh. | |   |

| “                         | ...Khi chuẩn bị tư liệu cho cuốn Bên Thắng Cuộc, ông Trần Việt Phương đã giúp tôi thu xếp các cuộc phỏng vấn quan trọng nhất nhằm thu thập thông tin về các nhân vật như Tướng Giáp, Trần Xuân Bách, Lê Trọng Nghĩa... Biết ông là người gần như "ăn cùng mâm" với cả Hồ Chí Minh và Phạm Văn Đồng từ 1949 cho đến khi họ lần lượt ra đi, tôi nhiều lần gặng hỏi về con người thật của họ và ông thường chỉ trả lời, "Tấm Huân chương nào cũng có hai mặt; công chúng nhìn thấy mặt trước, chúng tôi chứng kiến mặt sau. Thôi cứ để công chúng giữ hình ảnh như họ thấy." | ” |
| — nhà báo Trương Huy San. | |   |

| “                 | ... trong "Cửa mở", Việt Phương lần đầu tiên nêu lên các nhận xét của mình như là sự ngây thơ của người Việt Nam... trong khi đánh giá, nhận xét như là 'Trăng Trung Quốc tròn hơn trăng nước Mỹ, đồng hồ Liên Xô tốt hơn đồng hồ Thụy Sĩ'. | ” |
| — BBC Tiếng Việt. | |   |

## Tác phẩm
Việt Phương làm thơ từ năm 1960. Một số sáng tác nổi tiếng của ông được nhiều người biết đến:
- Cuộc đời yêu như vợ của ta ơi
- Muôn vàn tình thân yêu trùm lên khắp quê hương. (1969).
- Âm vang (trước gọi là bài Quảng Bình).
- Một chút hư không một chút đầy.
- Trên đường thanh niên.[1][3]

Các tập thơ:
- Cửa mở NXB Văn học (1970, 1989, 2009)
- Cửa đã mở NXB Thanh niên (2008); NXB Văn học (2011)
- Bơ vơ đông đảo NXB Hội nhà văn (2009)
- Cỏ dọc đường trần NXB Hội nhà văn (2010)
- Nhặt nắng trong sương NXB Hội Nhà văn (2011)
- Cát dưới chân người  NXB Văn học (2011)
- Sống NXB Văn học (2012)
- Nắng NXB Văn học (2013)
- Lan NXB Văn học (2013)
- Gió  NXB Văn học (2014)
- Thơ Việt Phương Tuyển tập NXB Văn học (2017)

Sách nghiên cứu kinh tế, lý luận chính trị:
- Các học thuyết của nền kinh tế thị trường NXB Khoa học kỹ thuật (1998)
- Suy nghĩ về ngày mai NXB Chính trị quốc gia Sự thật (2023)

## Gia đình
Ông Việt Phương có vợ là bà Trần Tú Lan. Ông bà có hai người con trai là Trần Trung Thực sinh năm 1956 và Trần Quang Huy sinh năm 1960. Ông lấy tên khai sinh của mình đặt luôn tên cho con. 
Bà Tú Lan sinh năm 1934 là giáo viên, nhiều người nổi tiếng từng là học sinh của bà như Dương Trung Quốc, Chu Hảo... Ông Trần Trung Thực là Vụ trưởng của Bộ Công Thương. Trước đó ông là tham tán công sứ ở Cộng đồng châu Âu tại Bỉ nhiều năm. Nhà thơ Việt Phương có ba cháu nội, trong đó cháu lớn của ông mang tên ông là Trần Việt Phương.